# Дереволаз підкоришниковий
Дереволаз підкоришниковий (Dendrocolaptes certhia) — вид горобцеподібних птахів родини горнерових (Furnariidae). Мешкає в Амазонії та на Гвіанському нагір'ї.

## Таксономія
Підкоришниковий дереволаз був описаний французьким натуралістом Жоржем-Луї Леклерком де Бюффоном в 1780 році в праці «Histoire Naturelle des Oiseaux» за зразком з Каєнни (Французька Гвіана). Науково вид був описаний в 1783 році, коли голландський натураліст Пітер Боддерт класифікував його під назвою Picus certhia у своїй праці «Planches Enluminées». Згодом підкоришникового дереволаза було переведено до роду Дереволаз (Dendrocolaptes), введеного французьким натуралістом Йоганном Германом у 1804 році.

### Підвиди
Виділяють сім підвидів:
- D. c. certhia (Boddaert, 1783) — крайній схід Колумбії (східна Ґуайнія), південна і східна Венесуела, Гвіана і північна Бразилія (на північ від Амазонки, від Ріу-Негру на схід до Амапи);
- D. c. radiolatus Sclater, PL & Salvin, 1868 — південно-східна Колумбія, північно-західна Бразилія (на захід від Ріу-Негру), схід Еквадору і північний схід Перу (на захід від Укаялі, на південь до Хуніну);
- D. c. juruanus Ihering, H, 1905 — південний схід Перу, захід Бразильської Амазонії (на південь від Амазонки, на схід до Мадейри, на південь до Мату-Гросу), північна Болівія;
- D. c. concolor Pelzeln, 1868 — Бразильська Амазонія  (на південь від Амазонки між річками Мадейри і Тапажос), північно-східна Болівія;
- D. c. medius Todd, 1920 — Бразильська Амазонія (на південь від Амазонки, від Токантінса до північно-західного Мараньяну, також на північно-східному узбережжі Бразилії (Пернамбуку, Алагоас);
- D. c. retentus Batista, Aleixo, Vallinoto, Azevedo, do Rêgo, PS, Silveira, Sampaio & Schneider, H, 2013 — Бразильська Амазонія (між річками Шінгу і Токантінс в штаті Пара);
- D. c. ridgwayi Hellmayr, 1905 — Бразильська Амазонія (між річками Тапажос і Шінгу).

## Поширення і екологія
Підкришникові дереволази мешкають в Колумбії, Венесуелі, Гаяні, Суринамі, Французькій Гвіані, Еквадорі, Перу, Болівії і Бразилії. Вони живуть в підліску вологих рівнинних і заболочених тропічних лісів, вчагарникових заростях і мангрових лісах. Зустрічаються на висоті до 1400 м над рівнем моря. Живляться комахами, іншими безхребетними і дрібними хребетними. Гніздяться в дуплах дерев.